# Anna Muylaert
Ana Luiza Machado da Silva Muylaert OMC conhecida como Anna Muylaert  (São Paulo, 21 de abril de 1964), é uma diretora, produtora e roteirista de cinema e televisão brasileira, premiada dentro e fora do país. Dentre seus trabalhos mais reconhecidos estão os filmes Durval Discos e Que Horas Ela Volta?.

## Biografia
Anna estudou cinema na Escola de Comunicação e Artes da Universidade de São Paulo (USP). Ela começou a trabalhar como cineasta na década de 1980, quando realizou alguns curtas-metragens e publicou críticas de cinema em revistas e jornais. Em 1988, escreveu o roteiro e dirige o curta Rock Paulista. No ano seguinte, ela integrou o grupo de criação de programas infantis na TV Cultura.
Dentre seus programas infantis estão Mundo da Lua em 1991 e Castelo Rá-tim-bum em 1995 na TV Cultura. Em 1997, ela cria ao lado de Cao Hamburger o Disney Club brasileiro no SBT, chamado TV CRUJ. Em 2006, ela faz Um Menino muito Maluquinho pela TVE Brasil, além de ter escrito o episódio do Open a Door: O menino, a favela e as tampas de panela.
Em 2005, foi corroteirista da série Filhos do Carnaval, da HBO, e fez o último tratamento do roteiro do filme O ano em que meus pais saíram de férias, ambos dirigidos por Cao Hamburger. 
Em 2007, colaborou nos roteiros da série Alice, direção de Karim Ainouz, produção de Gullane Filmes/ HBO. Escreveu o roteiro do filme Quanto Dura o Amor? em parceria com Roberto Moreira.
Como diretora, dirigiu vários curtas, entre eles Rock Paulista, A Origem dos Bebês segundo Kiki Cavalcanti em 1996 e os longa-metragem Durval Discos em 2002, prêmio de melhor filme e melhor diretor no 30º Festival de Cinema de Gramado e, este em 2009, É Proibido Fumar com Glória Pires e Paulo Miklos.
Em 2012, dirigiu Chamada a Cobrar.

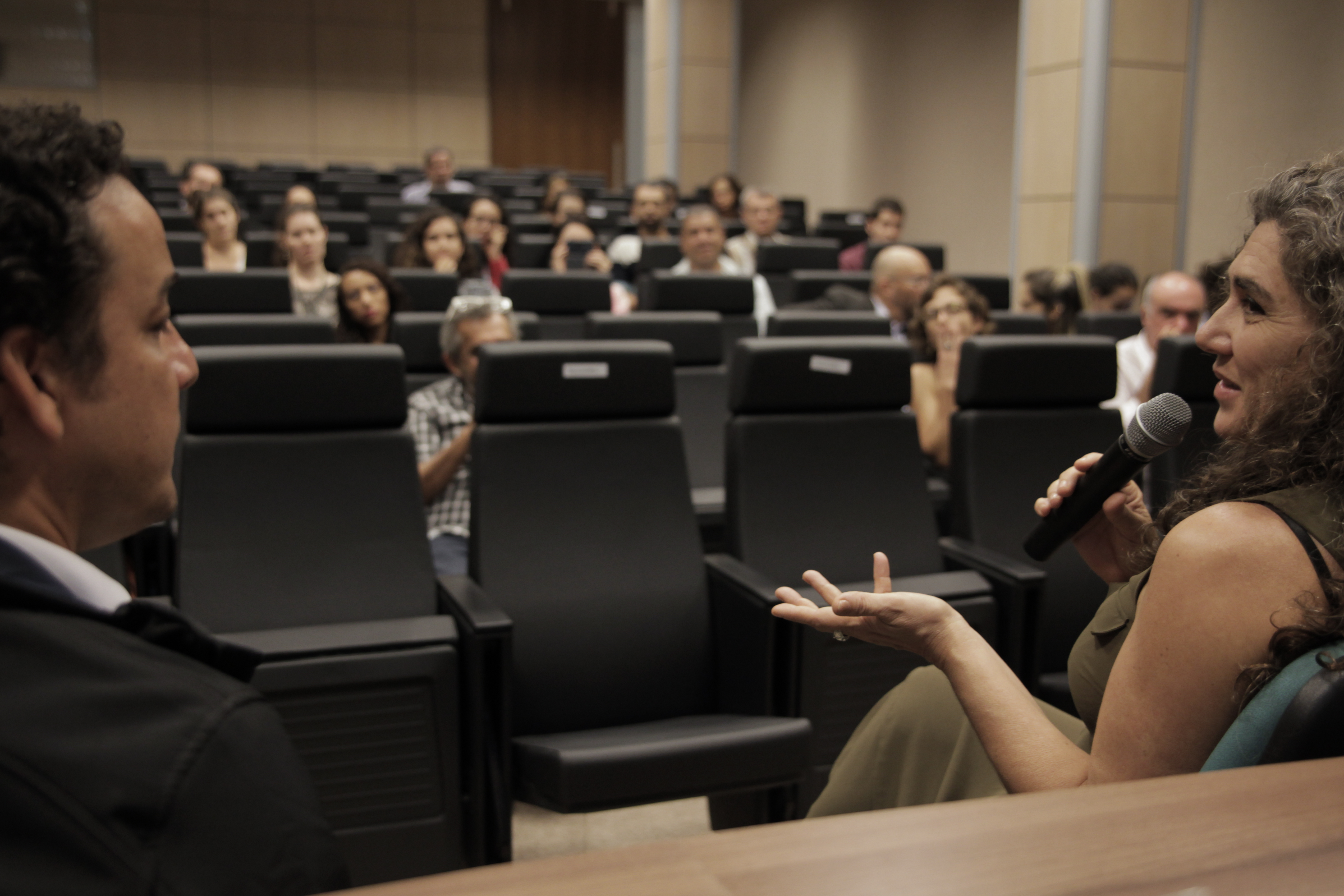
Anna Muylaert discursa no Lançamento do Cineclube Ambiente Cultura

Em 2015, dirigiu Que Horas Ela Volta?, longa premiado no Festival de Sundance, nos Estados Unidos e no Festival de Berlim, na Alemanha, além do Troféu APCA, o Abraccine e o Grande Prêmio do Cinema Brasileiro, no Brasil. No mesmo ano Anna ganhou o prêmio "Faz Diferença" na categoria Cinema, da Globo e Firjan.
A diretora também ganhou o troféu Grande Otelo no 15º Prêmio do Cinema Brasileiro em direção por Que horas Ela Volta. Ao todo o filme ganhou sete estatuetas, entre elas a de melhor longa-metragem de ficção.
Em 2016, dirigiu Mãe Só Há Uma exibido em fevereiro de 2016 no Festival de Berlim e venceu o prêmio de melhor filme pelo júri de leitores da revista alemã “Männer”.
Em 2020, publica o livro Quando o sangue sobe à cabeça, com seis contos, todos protagonizados por personagens mulheres. A obra foi editada pela Lote 42.
Em 2021, dirige e roteiriza o documentário Alvorada, ao lado de Lô Politi, onde traz o dia-a-dia da presidente Dilma Rousseff durante seu processo de impeachment. O documentário foi indicado no Grande Prêmio do Cinema Brasileiro em quatro categorias: Melhor Longa-metragem Documentário, Melhor Direção, Melhor Roteiro Original e Melhor Montagem Documentário, sem vencer nenhuma das categorias.
Em 2022, Anna começa a produção do longa de ficção O Clube das Mulheres de Negócios, um filme que traz a crise do patriarcado, num mundo imaginário onde os estereótipos de gênero são invertidos. O filme ainda trará temas que vão além do machismo, como o racismo, o classismo e a corrupção.

## Filmografia
| Ano  | Título                                     | Creditada como | Creditada como | Creditada como | Tipo                          |
| Ano  | Título                                     | Direção        | Roteiro        | Produção       | Tipo                          |
| ---- | ------------------------------------------ | -------------- | -------------- | -------------- | ----------------------------- |
| 1988 | Rock Paulista                              | Sim            | Sim            | Não            | Curta-metragem                |
| 1995 | A Origem dos Bebês segundo Kiki Cavalcanti | Sim            | Sim            | Sim            | Curta-metragem                |
| 1996 | O Menino, a Favela e as Tampas de Panela   | Não            | Sim            | Não            | Curta-metragem                |
| 1999 | Castelo Rá-Tim-Bum: O Filme                | Não            | Sim            | Não            | Longa-metragem                |
| 2002 | Durval Discos                              | Sim            | Sim            | Não            | Longa-metragem                |
| 2003 | Desmundo                                   | Não            | Sim            | Não            | Longa-metragem                |
| 2006 | O Ano em que Meus Pais Saíram de Férias    | Não            | Sim            | Não            | Longa-metragem                |
| 2006 | O Bolo de Morango                          | Não            | Sim            | Sim            | Curta-metragem                |
| 2009 | Quanto Dura o Amor?                        | Não            | Sim            | Não            | Longa-metragem                |
| 2009 | É Proibido Fumar                           | Sim            | Sim            | Sim            | Longa-metragem                |
| 2012 | Xingu                                      | Não            | Sim            | Não            | Longa-metragem                |
| 2012 | Chamada a Cobrar                           | Sim            | Sim            | Sim            | Longa-metragem                |
| 2013 | E Além de Tudo Deixou Mudo o Violão        | Sim            | Sim            | Não            | Média-metragem                |
| 2014 | Irmã Dulce                                 | Não            | Sim            | Não            | Longa-metragem                |
| 2015 | Que Horas Ela Volta?                       | Sim            | Sim            | Sim            | Longa-metragem                |
| 2016 | Mãe Só Há Uma                              | Sim            | Sim            | Sim            | Longa-metragem                |
| 2019 | Diz a Ela Que Me Ouviu Chorar              | Não            | Não            | Sim            | Longa-metragem                |
| 2022 | Alvorada                                   | Sim            | Sim            | Sim            | Longa-metragem (documentário) |
| 2024 | O Clube das Mulheres de Negócios           | Sim            | Sim            | Não            | Longa-metragem                |
| 2025 | A Melhor Mãe do Mundo                      | Sim            | Sim            | Não            | Longa-metragem                |